# ستار أكاديمي

مناطق إقامة نُسخ برنامج ستار أكاديمي

ستار أكاديمي هو برنامج مسابقات تلفزيوني غنائي عالمي. يقام موسمياً لعدة أشهر كل عام.
هو من ابتكار وإنتاج شركة إندمول الهولندية. يقام بنُسخ محلّية وإقليمية في نحو 50 بلداً حول العالم. وقد لاقى رواجاً كبيراً في العديد منها.
تقوم فكرته على تقديم مواهب غنائية جديدة. يكون المشتركون طلاباً، يؤدون تمارين ويتلقون حصصاً يومياً، تنمّي قدراتهم الفنية. ويجري ذلك بطريقة تلفزيون الواقع. تُبث حياة الطلاب في مكان واحد لمدة 15 أسبوعاً. وتقام لهم حفلات غنائية استعراضية أسبوعية، على مسرح أمام مئات المشجعين، وتذاع ببث مباشر. ويخضعون لاختبارات وتقييم أسبوعي. يخرج طالب من المسابقة كل أسبوع بتصويت الجمهور. وفي الحفلة النهائية، يفوز صاحب أعلى نسبة تصويت باللقب والجائزة.
الفكرة تدمج بين فكرتيّ برامج تلفزيون الواقع، مثل بيغ براذر (Big Brother) وبرامج المواهب، مثل بوب آيدول (Pop Idol).
من النُسخ المنتجة في العالم: العربية، أفريقيا، شرق أفريقيا، المغرب العربي، البرازيل، كندا، روسيا، بريطانيا، غرب أفريقيا، غرب البلقان.